# Edward Bede Clancy

Wappen von Edward Bede Kardinal Clancy

Edward Bede Kardinal Clancy AC (* 13. Dezember 1923 in Lithgow, New South Wales; † 3. August 2014 in Randwick) war Erzbischof von Sydney.

## Leben
Edward Bede Clancy erhielt eine katholische Schulbildung und trat mit 16 Jahren in das Priesterseminar von Springwood ein. Nach theologischen und philosophischen Studien empfing er am 23. Juli 1949 das Sakrament der Priesterweihe durch Norman Thomas Kardinal Gilroy und arbeitete anschließend für die Dauer von zwei Jahren in der Gemeindeseelsorge. 1951 sandte ihn sein Bischof nach Rom an das Pontificio Collegio S. Pietro Apostolo. Er absolvierte ein Lizenziatsstudium in Theologie am Angelicum und ein Lizenziatsstudium in Heiliger Schrift am Päpstlichen Bibelinstitut.
Von 1955 bis 1958 wirkte Edward Bede Clancy in zwei Pfarreien seines Heimatbistums als Priester, ehe er im Jahre 1958 zum Professor und Dekan der Abteilung für Biblische Theologie an das St. Columba’s College in Springwood berufen wurde. 1961 begann er ein weiteres Promotionsstudium, an dessen Ende er zum Doktor der Theologie promoviert wurde. Anschließend erhielt er die Ernennung zum Kaplan der Universität Sydney und zum Professor für Biblische Theologie am St. Patrick’s College in Manly.
Am 25. Oktober 1973 ernannte ihn Papst Paul VI. zum Titularbischof von Árd Carna und zum Weihbischof in Sydney. Die Bischofsweihe spendete ihm am 19. Januar 1974 James Darcy Kardinal Freeman; Mitkonsekratoren waren James Robert Kardinal Knox, Erzbischof von Melbourne, und Thomas Vincent Cahill, Erzbischof von Canberra.
Papst Johannes Paul II. ernannte ihn am 25. November 1978 zum Erzbischof von Canberra und am 12. Februar 1983 zum Erzbischof von Sydney. Im Konsistorium vom 28. Juni 1988 nahm er Clancy als Kardinalpriester mit der Titelkirche Santa Maria in Vallicella in das Kardinalskollegium auf. Von 1990 bis 1998 gehörte Kardinal Clancy dem Generalsekretariat der Bischofssynode an. 1998 hielt er sich auf einer Synode im Vatikan auf, die die katholische Kirche in Ozeanien behandelte. Am 26. März 2001 nahm der Papst sein altersbedingtes Rücktrittsangebot an. An den Konklaven 2005 und 2013 nahm er wegen Überschreitung der Altersgrenze nicht teil.
1995 wurde er vom Kardinal-Großmeister Carlo Furno zum ersten Großprior der neugegründeten australischen Statthalterei New South Wales des Ritterordens vom Heiligen Grab zu Jerusalem ernannt.
Edward Clancy war der Initiator der Heiligsprechung von Mary MacKillop, die 1995 als erste und bisher einzige Persönlichkeit Australiens und Ozeaniens von Papst Johannes Paul II. seliggesprochen und 2010 von Papst Benedikt XVI. heiliggesprochen wurde.
Kardinal Clancy ließ auch die 1860 erbaute Saint Mary’s Cathedral in Sydney fertigstellen. Wesentlicher Initiator war er bei der Gründung der Australian Catholic University; er war deren erster Kanzler.
Er starb im August 2014 nach langer Krankheit in einem Pflegeheim in Randwick, in dem er seit acht Jahren gelebt hatte.

## Ehrungen und Auszeichnungen
- 1984 – Ernennung zum Mitglied des Order of Australia OAM durch Königin Elisabeth II.
- 1992 – Ernennung zum Companion (AC) des Order of Australia durch Königin Elisabeth II.
- 1995 – Ritterschlag zum Ritter vom Heiligen Grab durch Carlo Kardinal Furno